# セント・ルーク教区
セント・ルーク教区（英語: Saint Luke Parish）は、ドミニカ国の行政教区。島南西部に位置する。面積は7.8平方キロメートルで国内で最も小さい。人口は1,565人（2011年国勢調査）。
唯一の集落は教区中央の沿岸部にあるポワント・ミシェル（英語読みだとポイント・マイケル）。観光地は南部にシャンパンビーチ・リーフ（Champagne Beach/Reef）がある。これ以外の地域は樹木の生い茂る山岳地帯となっており、開発はほとんど進んでいない。また東に接するセント・パトリック教区へ向かう道路は存在せず、移動は南北方面に限られている。

## 都市
- ポワント・ミシェル（Pointe Michel）